# NK Dravograd
El NK Dravograd (en inglés: Dravograd Football Club) es un equipo de fútbol de Eslovenia que juega en la 1. SNL, la segunda división de fútbol en el país.

## Historia
Fue fundado en el año 1948 en la ciudad de Dravograd, al norte de Eslovenia, donde pasó sus años en Yugoslavia como un equipo que participaba en las ligas regionales.
Tras la separación de Yugoslavia en 1991 el club tomó más relevancia al punto que llega a jugar en la Prva SNL por primera vez en la temporada 1994/95, estando en la liga por dos temporadas hasta descender en la temporada 1995/96. Tres torneos después retorna a la primera división nacional de donde vuelve a descender tras dos temporadas.

## Palmarés
- Slovenian Second League: 2

1998–99, 2001–02
- Slovenian Third League: 3

1995–96, 2017–18, 2018–19

## Jugadores

### Jugadores destacados
| - Robert Koren - Marko Šuler - Nejc Pečnik - Andrej Pečnik - Roman Bezjak - Oskar Drobne - Andrej Goršek - Aljoša Sivko - Matej Šnofl - Borut Tisnikar - Gregor Helbl - Mihael Bukovec - Dejan Forneci - Tadej Šteharnik - Aleš Kačičnik - Miha Kline - Matej Gostečnik | - Roman Plesec - Aljaž Čavnik - Mitja Brulc - Borut Pušnik - Simon Dvoršak - Matic Kotnik - Davorin Koren - Peter Šumnik - Branko Božič - Dino Lalič - Almir Sulejmanovič - Fuad Gazibegović - Gjergji Dema - Erion Mehili - Drammeh Sulayman - Vladimir Vuk - Tomislav Kelemen |